# Winnebago (Minnesota)
Winnebago – miasto położone w południowej części stanu Minnesota, w hrabstwie Faribault.
W 2009 roku liczyło 1323 mieszkańców.